# Кейшурка
Кейшу́рка (рос. Кейшурка) — річка в Удмуртії (Увинський район), Росія, ліва притока Какможа.
Довжина річки становить 11 км. Бере початок за 2 км на південний схід від села Сям-Можга на Тиловайській височині, впадає до Вали майже на кордоні трьох районів — Увинського, Вавозького та Сюмсинського. Напрямок річки на південь та південний захід. Береги лісисті та незаселені. Приймає декілька дрібних та коротких приток.
У верхній течії через річку збудовано автомобільний міст. Над річкою немає населених пунктів.